# Даніло Луїс да Сілва
Дані́ло Луї́с да Сі́лва (порт. Danilo Luiz da Silva, нар. 15 липня 1991, Бікас) — бразильський футболіст, захисник клубу «Ювентус».
Насамперед відомий виступами за «Сантус» та «Реал Мадрид», а також збірну Бразилії.

## Клубна кар'єра
Вихованець футбольної школи клубу «Америка Мінейру». Дорослу футбольну кар'єру розпочав 2009 року в основній команді того ж клубу, в якій провів півтора сезону, взявши участь у 15 матчах чемпіонату.

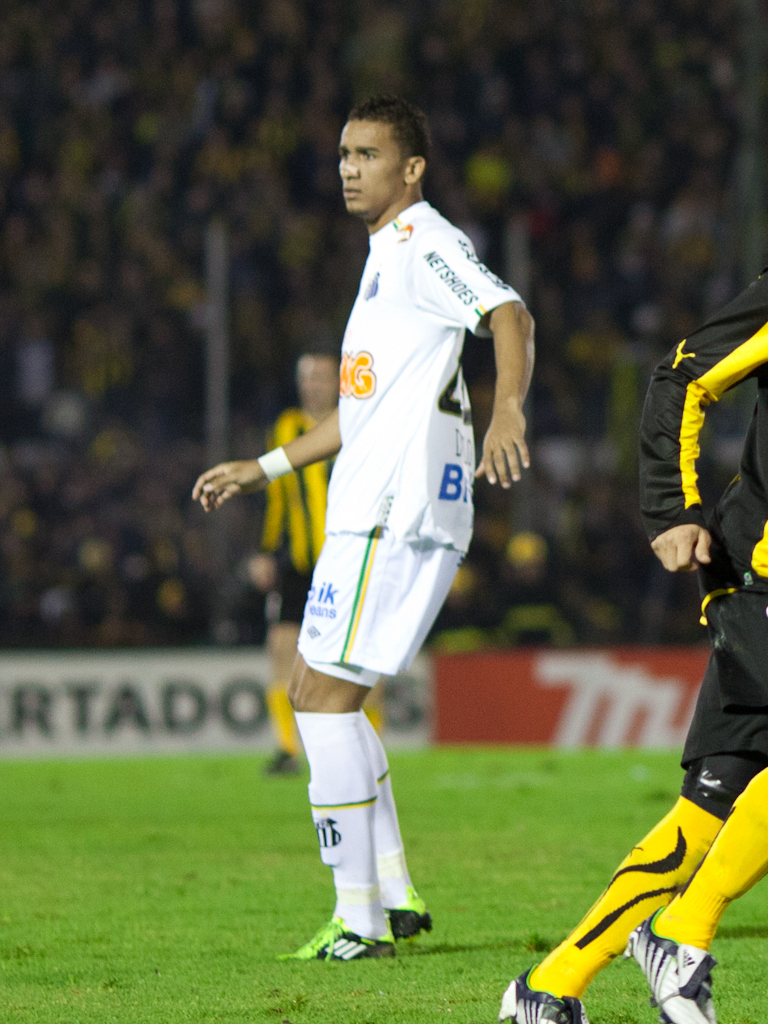
Даніло у фіналі Кубка Лібертадорес 2011

Своєю грою за цю команду привернув увагу представників тренерського штабу клубу «Сантус», до складу якого приєднався в травні 2010 року. Відіграв за команду з Сантуса наступні півтора сезону своєї ігрової кар'єри. Більшість часу, проведеного у складі «Сантуса», був основним гравцем команди і допоміг своїй команді виграти Лігу Паулісту та Кубка Лібертадорес.
До складу клубу «Порту» приєднався в грудні 2011 року після клубного чемпіонату світу, на якому Данило з «Сантусом» дійшов до фіналу. В португальський клуб Даніло перейшов за 13 млн євро, підписавши контракт до липня 2016 року і в першому ж сезоні допоміг «драконам» стати чемпіонами Португалії.
1 квітня 2015 року було оголошено про перехід гравця до складу мадридського «Реалу» по завершенні сезону. Сума трансферу становила приблизно 31,5 млн євро, а контракт укладено до 2021 року. Офіційна презентація відбулася 9 липня. Всього за два роки встиг відіграти за королівський клуб 41 матч у національному чемпіонаті.
23 липня 2017 року перейшов у «Манчестер Сіті». Футболіст підписав контракт з «городянами» на п'ять років. Сума угоди становить 26,5 млн фунтів.
У серпні 2019 перейшов з «Манчестер Сіті» до «Ювентуса» за 37 мільйонів євро. В рамках тієї ж угоди в протилежний бік перейшов Жуан Канселу.

## Виступи за збірні

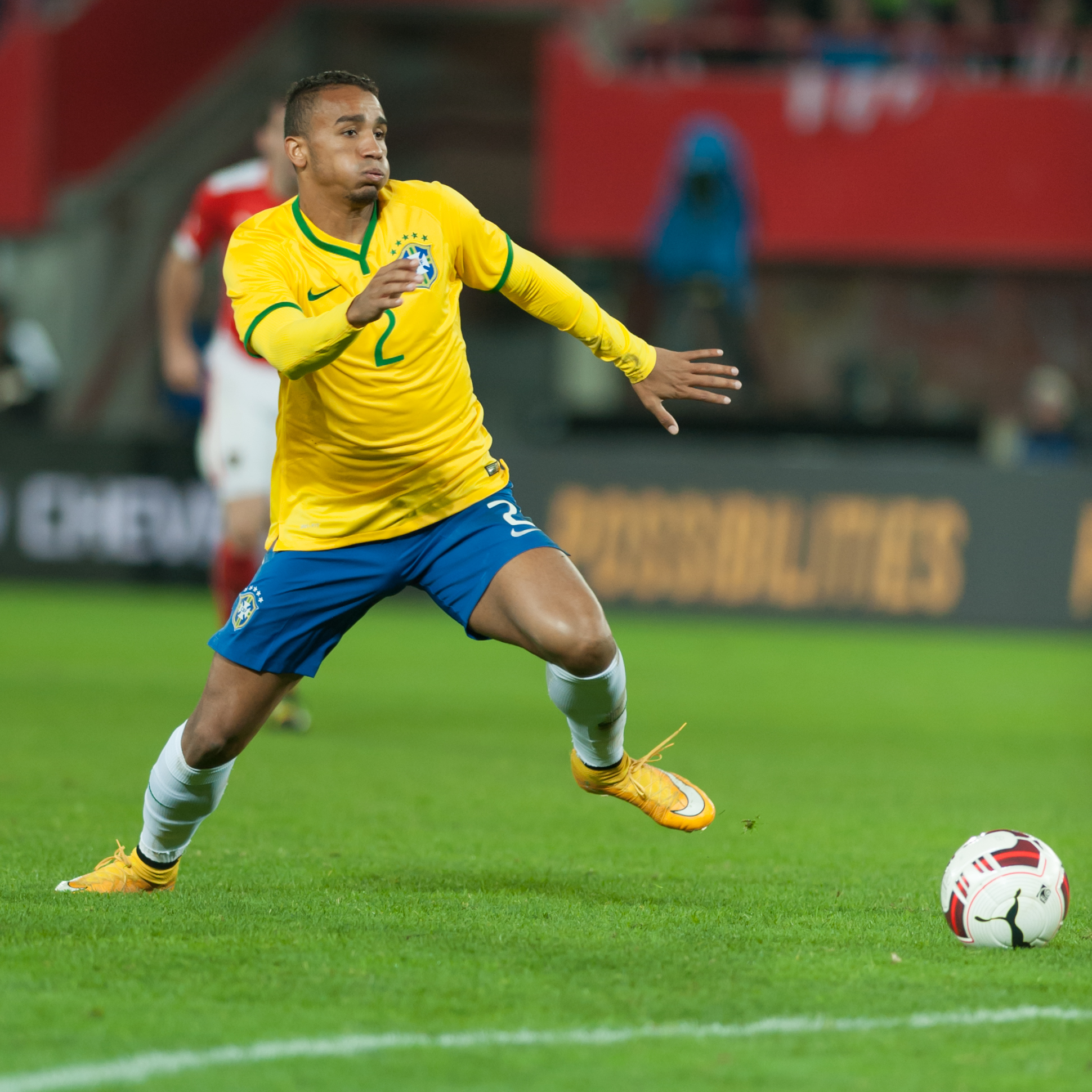
Даніло у складі збірної Бразилії (18 листопада 2014)

Протягом 2010—2011 років залучався до складу молодіжної збірної Бразилії, разом з якою брав участь у молодіжному чемпіонаті Південної Америки 2011 року та молодіжному чемпіонаті світу 2011 року, здобувши на обох турнірах титул чемпіона.
Всього на молодіжному рівні Даніло зіграв у 15 офіційних матчах, забив 2 голи.
2012 року захищав кольори олімпійської збірної Бразилії на Олімпійських іграх 2012 року у Лондоні, де дійшов з командою до фіналу.
14 вересня 2011 року дебютував в офіційних матчах у складі національної збірної Бразилії на Кубку Рока, який завершився з рахунком 0-0.
Згодом досить нерегулярно отримував виклики до національної команди, проте у травні 2018 року був включений до її заявки на участь у тогорічному чемпіонаті світу. 

## Статистика виступів

### Статистика клубних виступів
Станом на 13 листопада 2022 року
| Сезон                       | Команда                     | Чемпіонат                   | Чемпіонат | Чемпіонат | Національний кубок | Національний кубок | Національний кубок | Континентальні кубки | Континентальні кубки | Континентальні кубки | Інші змагання | Інші змагання | Інші змагання | Усього | Усього | Усього |
| Сезон                       | Команда                     | Ліга                        | Ігор      | Голів     | Ліга               | Ігор               | Голів              | Ліга                 | Ігор                 | Голів                | Ліга          | Ігор          | Голів         | Ігор   | Голів  |        |
| --------------------------- | --------------------------- | --------------------------- | --------- | --------- | ------------------ | ------------------ | ------------------ | -------------------- | -------------------- | -------------------- | ------------- | ------------- | ------------- | ------ | ------ | ------ |
| 2009                        | «Америка Мінейру»           | ЛМ+C                        | 2+8       | 0         | -                  | -                  | -                  | -                    | -                    | -                    | -             | -             | -             | 10     | 0      |        |
| 2010                        | «Америка Мінейру»           | ЛМ+B                        | 12+7      | 2+0       | -                  | -                  | -                  | -                    | -                    | -                    | -             | -             | -             | 19     | 2      |        |
| Усього за «Америка Мінейру» | Усього за «Америка Мінейру» | Усього за «Америка Мінейру» | 14+15     | 2+0       |                    | -                  | -                  |                      | -                    | -                    |               | -             | -             | 29     | 2      |        |
| 2010                        | «Сантус»                    | ЛП+A                        | 0+26      | 0+4       | КБ                 | 0                  | 0                  | ПАК                  | 0                    | 0                    | -             | -             | -             | 26     | 4      |        |
| 2011                        | «Сантус»                    | ЛП+A                        | 13+23     | 0+1       | -                  | -                  | -                  | КЛ                   | 14                   | 4                    | КЧС           | 2             | 1             | 52     | 6      |        |
| Усього за «Сантус»          | Усього за «Сантус»          | Усього за «Сантус»          | 13+49     | 0+5       |                    | 0                  | 0                  |                      | 14                   | 4                    |               | 2             | 1             | 78     | 10     |        |
| 2011–12                     | «Порту»                     | ПЛ                          | 6         | 0         | КП+КЛ              | 0+1                | 0+0                | ЛЄ                   | 1                    | 0                    |               |               |               | 8      | 0      |        |
| 2012–13                     | «Порту»                     | ПЛ                          | 28        | 2         | КП+КЛ              | 2+5                | 0+0                | ЛЧ                   | 7                    | 0                    | СП            | 0             | 0             | 42     | 2      |        |
| 2013–14                     | «Порту»                     | ПЛ                          | 28        | 3         | КП+КЛ              | 6+3                | 0+0                | ЛЧ+ЛЄ                | 6+6                  | 0+0                  | СП            | 0             | 0             | 49     | 3      |        |
| 2014–15                     | «Порту»                     | ПЛ                          | 29        | 6         | КП+КЛ              | 1+1                | 0+0                | ЛЧ                   | 10                   | 1                    | -             | -             | -             | 41     | 7      |        |
| Усього за «Порту»           | Усього за «Порту»           | Усього за «Порту»           | 91        | 11        |                    | 19                 | 0                  |                      | 30                   | 1                    |               | 0             | 0             | 140    | 12     |        |
| 2015–16                     | «Реал Мадрид»               | ПД                          | 24        | 2         | КІ                 | 0                  | 0                  | ЛЧ                   | 7                    | 0                    | -             | -             | -             | 31     | 2      |        |
| 2016-17                     | «Реал Мадрид»               | ПД                          | 17        | 1         | КІ                 | 5                  | 0                  | ЛЧ                   | 3                    | 0                    | СУ+КЧС        | 0             | 0             | 25     | 1      |        |
| Всього за «Реал Мадрид»     | Всього за «Реал Мадрид»     | Всього за «Реал Мадрид»     | 41        | 3         |                    | 5                  | 0                  |                      | 10                   | 0                    |               | 0             | 0             | 56     | 3      |        |
| 2017-18                     | «Манчестер Сіті»            | ПЛ                          | 23        | 3         | КА+КЛ              | 3+6                | 0                  | ЛЧ                   | 6                    | 0                    | -             | -             | -             | 38     | 3      |        |
| 2018-19                     | «Манчестер Сіті»            | ПЛ                          | 11        | 1         | КА+КЛ              | 4+5                | 0                  | ЛЧ                   | 1                    | 0                    | СА            | 0             | 0             | 22     | 1      |        |
| Всього за «Манчестер Сіті»  | Всього за «Манчестер Сіті»  | Всього за «Манчестер Сіті»  | 34        | 4         |                    | 18                 | 0                  |                      | 8                    | 0                    |               | 0             | 0             | 60     | 4      |        |
| 2019–20                     | «Ювентус»                   | A                           | 22        | 2         | КІ                 | 4                  | 0                  | ЛЧ                   | 6                    | 0                    | СІ            | 0             | 0             | 32     | 2      |        |
| 2020–21                     | «Ювентус»                   | A                           | 34        | 1         | КІ                 | 4                  | 0                  | ЛЧ                   | 7                    | 0                    | СІ            | 1             | 0             | 46     | 1      |        |
| 2021–22                     | «Ювентус»                   | A                           | 22        | 1         | КІ                 | 4                  | 1                  | ЛЧ                   | 5                    | 0                    | СІ            | 0             | 0             | 31     | 2      |        |
| 2022–23                     | «Ювентус»                   | A                           | 15        | 0         | КІ                 | 0                  | 0                  | ЛЧ                   | 5                    | 0                    | -             | -             | -             | 20     | 0      |        |
| Усього за «Ювентус»         | Усього за «Ювентус»         | Усього за «Ювентус»         | 93        | 4         |                    | 12                 | 1                  |                      | 23                   | 0                    |               | 1             | 0             | 129    | 5      |        |
| Усього за кар'єру           | Усього за кар'єру           | Усього за кар'єру           | 351       | 29        |                    | 54                 | 1                  |                      | 85                   | 5                    |               | 3             | 1             | 493    | 36     |        |

### Статистика виступів за збірну
Станом на 10 грудня 2022 року
| Дата       | Місто          | Господарі | Результат               | Гості          | Турнір                            | Голи | Примітки |
| ---------- | -------------- | --------- | ----------------------- | -------------- | --------------------------------- | ---- | -------- |
| 14-09-2011 | Кордова        | Аргентина | 0 – 0                   | Бразилія       | Суперкласіко де лас Амерікас      | -    |          |
| 28-09-2011 | Белен          | Бразилія  | 2 – 0                   | Аргентина      | Суперкласіко де лас Амерікас      | -    | 84'      |
| 26-05-2012 | Гамбург        | Данія     | 1 – 3                   | Бразилія       | товариський матч                  | -    | 72'      |
| 30-05-2012 | Вашингтон      | США       | 1 – 4                   | Бразилія       | товариський матч                  | -    |          |
| 03-06-2012 | Арлінгтон      | Бразилія  | 0 – 2                   | Мексика        | товариський матч                  | -    |          |
| 09-06-2012 | Нью-Йорк       | Аргентина | 4 – 3                   | Бразилія       | товариський матч                  | -    | 80' 82'  |
| 09-09-2014 | Іст-Резерфорд  | Бразилія  | 1 – 0                   | Еквадор        | товариський матч                  | -    | 90'      |
| 11-10-2014 | Пекін          | Бразилія  | 2 – 0                   | Аргентина      | товариський матч                  | -    | 40'      |
| 14-10-2014 | Сінгапур       | Японія    | 0 – 4                   | Бразилія       | товариський матч                  | -    | 46'      |
| 12-11-2014 | Стамбул        | Туреччина | 0 – 4                   | Бразилія       | товариський матч                  | -    |          |
| 18-11-2014 | Відень         | Австрія   | 1 – 2                   | Бразилія       | товариський матч                  | -    |          |
| 26-03-2015 | Сен-Дені       | Франція   | 1 – 3                   | Бразилія       | товариський матч                  | -    |          |
| 29-03-2015 | Лондон         | Бразилія  | 1 – 0                   | Чилі           | товариський матч                  | -    |          |
| 7-6-2015   | Сан-Паулу      | Бразилія  | 2 – 0                   | Мексика        | товариський матч                  | -    | 46'      |
| 5-9-2015   | Гаррісон       | Бразилія  | 1 – 0                   | Коста-Рика     | товариський матч                  | -    |          |
| 10-11-2017 | Лілль          | Японія    | 1 – 3                   | Бразилія       | товариський матч                  | -    |          |
| 3-6-2018   | Ліверпуль      | Бразилія  | 2 – 0                   | Хорватія       | товариський матч                  | -    |          |
| 10-6-2018  | Відень         | Австрія   | 0 – 3                   | Бразилія       | товариський матч                  | -    |          |
| 17-6-2018  | Ростов-на-Дону | Бразилія  | 1 – 1                   | Швейцарія      | ЧС 2018 - груповий етап           | -    |          |
| 16-10-2018 | Джидда         | Бразилія  | 1 – 0                   | Аргентина      | товариський матч                  | -    | 53'      |
| 16-11-2018 | Лондон         | Бразилія  | 1 – 0                   | Уругвай        | товариський матч                  | -    |          |
| 20-11-2018 | Мілтон-Кінз    | Бразилія  | 1 – 0                   | Камерун        | товариський матч                  | -    |          |
| 26-3-2019  | Прага          | Чехія     | 1 – 3                   | Бразилія       | товариський матч                  | -    |          |
| 15-11-2019 | Ер-Ріяд        | Бразилія  | 0 – 1                   | Аргентина      | товариський матч                  | -    | 27'      |
| 19-11-2019 | Абу-Дабі       | Бразилія  | 3 – 0                   | Південна Корея | товариський матч                  | 1    |          |
| 9-10-2020  | Сан-Паулу      | Бразилія  | 5 – 0                   | Болівія        | Відбір до ЧС 2022                 | -    |          |
| 13-10-2020 | Ліма           | Перу      | 2 – 4                   | Бразилія       | Відбір до ЧС 2022                 | -    |          |
| 13-11-2020 | Сан-Паулу      | Бразилія  | 1 – 0                   | Венесуела      | Відбір до ЧС 2022                 | -    |          |
| 17-11-2020 | Монтевідео     | Уругвай   | 0 – 2                   | Бразилія       | Відбір до ЧС 2022                 | -    |          |
| 3-6-2021   | Порту-Алегрі   | Бразилія  | 2 – 0                   | Еквадор        | Відбір до ЧС 2022                 | -    |          |
| 8-6-2021   | Асунсьйон      | Парагвай  | 0 – 2                   | Бразилія       | Відбір до ЧС 2022                 | -    |          |
| 13-6-2021  | Бразиліа       | Бразилія  | 3 – 0                   | Венесуела      | Копа Америка 2021 - груповий етап | -    |          |
| 17-6-2021  | Ріо-де-Жанейро | Бразилія  | 4 – 0                   | Перу           | Копа Америка 2021 - груповий етап | -    | 84'      |
| 23-6-2021  | Ріо-де-Жанейро | Бразилія  | 2 – 1                   | Колумбія       | Копа Америка 2021 - груповий етап | -    |          |
| 27-6-2021  | Гоянія         | Бразилія  | 1 – 1                   | Еквадор        | Копа Америка 2021 - груповий етап | -    | 49'      |
| 2-7-2021   | Ріо-де-Жанейро | Бразилія  | 1 – 0                   | Чилі           | Копа Америка 2021 - чвертьфінал   | -    |          |
| 5-7-2021   | Ріо-де-Жанейро | Бразилія  | 1 – 0                   | Перу           | Копа Америка 2021 - півфінал      | -    |          |
| 10-7-2021  | Ріо-де-Жанейро | Аргентина | 1 – 0                   | Бразилія       | Копа Америка 2021 - фінал         | -    |          |
| 2-9-2021   | Сантьяго       | Чилі      | 0 – 1                   | Бразилія       | Відбір до ЧС 2022                 | -    |          |
| 9-9-2021   | Ресіфі         | Бразилія  | 2 – 0                   | Перу           | Відбір до ЧС 2022                 | -    |          |
| 7-10-2021  | Каракас        | Венесуела | 1 – 3                   | Бразилія       | Відбір до ЧС 2022                 | -    |          |
| 10-10-2021 | Барранкілья    | Колумбія  | 0 – 0                   | Бразилія       | Відбір до ЧС 2022                 | -    |          |
| 11-11-2021 | Сан-Паулу      | Бразилія  | 1 – 0                   | Колумбія       | Відбір до ЧС 2022                 | -    |          |
| 16-11-2021 | Сан-Хуан       | Аргентина | 0 – 0                   | Бразилія       | Відбір до ЧС 2022                 | -    |          |
| 24-3-2022  | Ріо-де-Жанейро | Бразилія  | 4 – 0                   | Чилі           | Відбір до ЧС 2022                 | -    |          |
| 27-9-2022  | Париж          | Бразилія  | 5 – 1                   | Туніс          | товариський матч                  | -    |          |
| 24-11-2022 | Лусаїл         | Бразилія  | 2 – 0                   | Сербія         | ЧС 2022 - груповий етап           | -    |          |
| 5-12-2022  | Доха           | Бразилія  | 4 – 1                   | Південна Корея | ЧС 2022 - 1/8 фіналу              | -    | 72'      |
| 9-12-2022  | Ер-Раян        | Хорватія  | 1 – 1 д.ч. (4 – 2 п.п.) | Бразилія       | ЧС 2022 - чвертьфінал             | -    | 25'      |
| Усього     |                | Матчів    | 49                      |                | Голів                             | 1    |          |

## Титули і досягнення

### Командні
- Переможець Ліги Пауліста (1):

«Сантус»: 2011
- Чемпіон Португалії (2):

«Порту»: 2011-12, 2012-13
- Володар Суперкубка Португалії (1):

«Порту»: 2013
- Чемпіон Іспанії (1):

«Реал» (Мадрид): 2016-17
- Володар Ліги Чемпіонів УЄФА (2):

«Реал» (Мадрид): 2015-16, 2016-17
- Володар Суперкубка УЄФА (1):

«Реал» (Мадрид): 2016
- Переможець клубного чемпіонат світу з футболу (1):

«Реал» (Мадрид): 2016
- Володар Кубка Ліги (2):

«Манчестер Сіті»: 2017-18, 2018-19
- Чемпіон Англії (2):

«Манчестер Сіті»: 2017-18, 2018-19
- Володар Суперкубка Англії (1):

«Манчестер Сіті»: 2018
- Володар Кубка Англії (1):

«Манчестер Сіті»: 2018-19
- Чемпіон Італії (1):

«Ювентус»: 2019-20
- Володар Суперкубка Італії (1):

«Ювентус»: 2020
- Володар Кубка Італії (2):

«Ювентус»: 2020-21, 2023-24
- Володар Суперкубка Бразилії (1):

«Фламенгу»: 2025

### Збірні
- Переможець молодіжного чемпіонату світу:

Бразилія U-20: 2011
- Переможець молодіжного чемпіонату Південної Америки:

Бразилія U-20: 2011
- Переможець Суперкласіко де лас Амерікас: 2011, 2014, 2018
- Срібний олімпійський призер: 2012
- Срібний призер Кубка Америки: 2021